# 亚克
亚克，是匈牙利沃什州所辖的一个村，总面积44.95平方公里，总人口2590，人口密度57.6人/平方公里（2010年1月1日）。